# Untergruppe
In der Gruppentheorie der Mathematik ist eine Untergruppe {\displaystyle (U,\circ )} einer Gruppe {\displaystyle (G,\circ )} eine Teilmenge {\displaystyle U} von {\displaystyle G}, die bezüglich der Verknüpfung {\displaystyle \circ } selbst wieder eine Gruppe ist. Manchmal wird die Kurzschreibweise {\displaystyle U\leq G} verwendet, zu lesen als „{\displaystyle U} ist Untergruppe von {\displaystyle G}“.
Die Gruppe {\displaystyle (G,\circ )} heißt Obergruppe der Untergruppe {\displaystyle (U,\circ )}, in Zeichen {\displaystyle G\geq U}.
Untergruppen sind die Unterstrukturen in der Gruppentheorie.

## Äquivalente Definitionen
Eine nichtleere Teilmenge {\displaystyle U} von {\displaystyle G} bildet genau dann eine Untergruppe {\displaystyle (U,\circ )} von {\displaystyle (G,\circ )},
wenn eine (und damit alle) der folgenden äquivalenten Bedingungen gilt:
1. Zu zwei beliebigen Elementen in {\displaystyle U} ist auch deren Verknüpfung in {\displaystyle U}, und mit jedem Element in {\displaystyle U} auch dessen Inverses.
2. Für alle {\displaystyle a,b\in U} gilt {\displaystyle a\circ b^{-1}\in U}.
3. {\displaystyle a\sim b:\Longleftrightarrow a\circ b^{-1}\in U} ist eine Äquivalenzrelation auf {\displaystyle G}.
4. Für alle {\displaystyle a\in U,b\in G\!\setminus \!U} gilt {\displaystyle a\circ b\notin U}.

| Beweise |
| Ist {\displaystyle U} Untergruppe, dann gelten alle 4 Kriterien. Es gelte Kriterium 1. Dann enthält {\displaystyle U} das neutrale Element {\displaystyle e=a\circ a^{-1}} von {\displaystyle G}, welches sich auch als neutrales Element in {\displaystyle U} erweist. Es gelte Kriterium 2. Sei {\displaystyle b\in U}. Dann ist mit {\displaystyle a:=b} auch {\displaystyle b\circ b^{-1}=e\in U}. Wegen {\displaystyle e\in U} ist auch {\displaystyle e\circ b^{-1}=b^{-1}\in U}. Ist schließlich {\displaystyle a,b\in U}, dann ist wegen {\displaystyle b^{-1}\in U} auch {\displaystyle a\circ (b^{-1})^{-1}=a\circ b\in U}. ■ Es gelte Kriterium 3. Die Reflexivität {\displaystyle a\sim a} bedeutet für {\displaystyle a\in G} gemäß Kriterium {\displaystyle a\circ a^{-1}=e\in U}. Setzt man {\displaystyle b:=e}, dann folgt aus {\displaystyle a=a\circ e^{-1}\in U} wegen der Symmetrie {\displaystyle a\sim e\implies e\sim a} auch {\displaystyle e\circ a^{-1}=a^{-1}\in U}. Die Transitivität {\displaystyle (a\sim c)\land (c\sim b)\implies (a\sim b)} bedeutet, dass aus {\displaystyle (a\in U\Longleftrightarrow )\;a\sim e} und {\displaystyle (b\in U\Longleftrightarrow )\;e\sim b} am Ende {\displaystyle a\sim b\;(\Longleftrightarrow a\circ b^{-1}\in U)} folgt. ■ Es gelte Kriterium 4. Wegen {\displaystyle U\neq \emptyset } gibt es ein {\displaystyle a\in U}. Sei {\displaystyle V:=G\!\setminus \!U}. Wegen {\displaystyle a=a\circ e\in U} kann {\displaystyle e} nicht in {\displaystyle V} sein. Wegen {\displaystyle e=a\circ a^{-1}\in U} kann {\displaystyle a^{-1}} nicht in {\displaystyle V} sein. Sei auch {\displaystyle b\in U}. Wegen {\displaystyle a^{-1}\in U} und {\displaystyle b=a^{-1}\circ (a\circ b)\in U} kann {\displaystyle a\circ b} nicht in {\displaystyle V} sein. ■ Die Bezugnahme auf Elemente außerhalb von {\displaystyle U} in den Kriterien 3 und 4 ist eine scheinbare. Kriterium 3 ist {\displaystyle U=\{a\in G\mid a\sim e\}}. Und der gegebene Beweis zu Kriterium 4 basiert darauf, dass der rechte Faktor nicht {\displaystyle \notin U} sein kann, wenn das Produkt {\displaystyle \in U} ist. Insofern bleiben alle relevanten Verknüpfungen innerhalb {\displaystyle U}. Die Kriterien 3 und 4 sind auch völlig unabhängig von der Größe von {\displaystyle G}. So betrachtet sind sie besondere Formulierungen der Transitivität der Untergruppenrelation {\displaystyle \leq } (s. den § #Eigenschaften). |

Je nach Art der Verknüpfung können verschiedene Kriterien zum Nachweis der Untergruppeneigenschaft von Vorteil sein. Das vierte Kriterium ist ohne Inversenbildung formuliert und kann daher ggf. in Fällen angewendet werden, bei denen die Inversenbildung Schwierigkeiten macht.

## Beispiele
- Die ganzen Zahlen {\displaystyle \mathbb {Z} } sind bezüglich der Addition eine Untergruppe der rationalen Zahlen {\displaystyle \mathbb {Q} }.
- Jede Untergruppe von {\displaystyle (\mathbb {Z} ,+)} hat die Form {\displaystyle n\mathbb {Z} :=\{nm\mid m\in \mathbb {Z} \}}.
- Die Menge der geraden Permutationen {\displaystyle \{{\mbox{id}},(1\ 3\ 2),(1\ 2\ 3)\}} (Zyklenschreibweise) ist eine Untergruppe der symmetrischen Gruppe {\displaystyle S_{3}}.
- Die Gruppe der {\displaystyle n\times n}-Matrizen mit Determinante 1 ist Untergruppe der Gruppe {\displaystyle GL_{n}(K)} der invertierbaren {\displaystyle n\times n}-Matrizen über einem Körper {\displaystyle K}.

## Spezielle Untergruppen
- Von einer Gruppe {\displaystyle G} sind stets {\displaystyle G} selbst sowie die einelementige Gruppe {\displaystyle \{e\}} Untergruppen. Diese werden die trivialen Untergruppen von {\displaystyle G} genannt. Im Fall {\displaystyle G=\{e\}} sind diese beiden Untergruppen gleich und stellen die einzige Untergruppe dar. Alle anderen Gruppen {\displaystyle G\neq \{e\}} haben mindestens zwei Untergruppen, nämlich die beiden voneinander verschiedenen trivialen.
- Eine von {\displaystyle G} verschiedene Untergruppe {\displaystyle U} wird echte Untergruppe genannt, in Kurzschreibweise {\displaystyle U<G}.
- Eine Untergruppe, die Kern eines Gruppenhomomorphismus der Gruppe {\displaystyle G} ist, heißt Normalteiler der Gruppe {\displaystyle G}. Mit ihr kann eine Faktorgruppe von {\displaystyle G} gebildet werden.
- Eine Untergruppe, die unter allen Automorphismen der Gruppe in sich abgebildet wird, heißt charakteristische Untergruppe der Gruppe. Offenbar sind charakteristische Untergruppen Normalteiler.

## Eigenschaften
Das neutrale Element einer Gruppe ist das neutrale Element jeder Untergruppe und somit ist es insbesondere in jeder Untergruppe enthalten.
Der Durchschnitt einer Familie von Untergruppen einer Gruppe {\displaystyle G} ist eine Untergruppe von {\displaystyle G}. 
Die Untergruppenrelation ist transitiv. Das heißt, wenn {\displaystyle A} Untergruppe einer Gruppe {\displaystyle B} ist, die ihrerseits Untergruppe von {\displaystyle C} ist, dann ist {\displaystyle A} auch Untergruppe von {\displaystyle C}. Kurz gilt also
{\displaystyle A\leq B,B\leq C\Rightarrow A\leq C}
Zu beachten ist, dass die entsprechende Aussage für Normalteiler nicht gilt.
Der Satz von Lagrange liefert für endliche Gruppen ein notwendiges Kriterium für die Existenz einer Untergruppe mit einer bestimmten Ordnung. Aus ihm folgt nämlich, dass die Ordnung einer Untergruppe {\displaystyle U} einer endlichen Gruppe {\displaystyle G} die Ordnung der Gruppe {\displaystyle G} teilt.
Ist beispielsweise {\displaystyle |G|} eine Primzahl, so kann die Ordnung einer Untergruppe {\displaystyle U} nur 1 oder {\displaystyle |G|} betragen. Also ist in diesem Falle die triviale Untergruppe die einzige echte Untergruppe von {\displaystyle G}.
Weitere Aussagen über die Existenz bestimmter Untergruppen mit einer bestimmten Ordnung erhält man aus den Sylow-Sätzen. Ist {\displaystyle p} eine Primzahl und {\displaystyle p^{n}} ein Teiler der Gruppenordnung, so gibt es Untergruppen der Ordnung {\displaystyle p^{k},0\leq k\leq n}. Die 12-elementige alternierende Gruppe A4 hat keine Untergruppe der Ordnung 6.

## Erzeugte Untergruppen
Da der Durchschnitt von Untergruppen wieder eine Untergruppe ist, gibt es zu jeder Teilmenge {\displaystyle E\subseteq G} einer Gruppe {\displaystyle (G,\circ )} eine bezüglich der Inklusion minimale Untergruppe von {\displaystyle G}, die {\displaystyle E} enthält. Diese Untergruppe wird mit {\displaystyle \langle E\rangle } bezeichnet und die von {\displaystyle E} erzeugte Untergruppe {\displaystyle \langle E\rangle } von {\displaystyle G} genannt. Abstrakt definiert man also
{\displaystyle \langle E\rangle :=\bigcap _{E\subseteq U\leq G}U}
Man kann zeigen, dass die Elemente von {\displaystyle \langle E\rangle } genau die Elemente von {\displaystyle G} sind, welche man durch Verknüpfungen von endlich vielen {\displaystyle a_{i}\in E\cup E^{-1}} erhält. Hierbei bezeichnet {\displaystyle E^{-1}} die Menge der Inversen der Elemente von {\displaystyle E}. Es gilt also:
{\displaystyle \langle E\rangle =\{a_{1}\circ a_{2}\circ ...\circ a_{n}|a_{1},\dotsc ,a_{n}\in E\cup E^{-1},n\in \mathbb {N} \}}
Gilt für eine Untergruppe {\displaystyle U}, dass {\displaystyle U=\langle E\rangle }, so heißt {\displaystyle E} ein Erzeugendensystem von {\displaystyle U}. Das Erzeugendensystem einer Untergruppe ist nicht eindeutig.
Eine Untergruppe {\displaystyle U}, welche ein endliches Erzeugendensystem besitzt, wird als endlich erzeugte Gruppe bezeichnet. Besitzt {\displaystyle U} ein Erzeugendensystem aus einem Element {\displaystyle g}, so heißt {\displaystyle U} zyklisch und man schreibt 
{\displaystyle U=\langle g\rangle :=\langle \{g\}\rangle }. Will man {\displaystyle \langle g\rangle }
explizit durch seine Elemente beschreiben, so erhält man:
{\displaystyle \langle g\rangle :=\{g^{z}|z\in \mathbb {Z} \}},
Die Gruppenordnung {\displaystyle |\langle g\rangle |}  heißt die Ordnung des erzeugenden Elements {\displaystyle g}.
Die Menge aller Untergruppen einer Gruppe {\displaystyle G} bildet einen vollständigen Verband, den Untergruppenverband. Die beiden trivialen Untergruppen {\displaystyle \{e\}} und {\displaystyle G} entsprechen dem Null- bzw. dem Einselement des Verbandes. Dabei sind die Verbandsoperationen
{\displaystyle U\land V=U\cap V} (Durchschnitt),
{\displaystyle U\lor V=\langle U\cup V\rangle } (von der Vereinigung erzeugte Untergruppe).